# Žena Glava
Žena Glava je naselje u sastavu Grada Komiže, na otoku Visu, u Splitsko-dalmatinskoj županiji.

## Gospodarstvo
Sunčana elektrana Vis na Grizovoj glavici puštena je u rad 11. rujna 2020. i prva je velika sunčana elektrana izgrađena na hrvatskim otocima.

## Stanovništvo
Prema popisu iz 2011. naselje je imalo 46 stanovnika.
| broj stanovnika |       |       | 150   | 165   | 227   | 254   |       | 267   | 240   | 256   | 215   | 120   | 76    | 70    | 54    | 46    | 37    |
|                 | 1857. | 1869. | 1880. | 1890. | 1900. | 1910. | 1921. | 1931. | 1948. | 1953. | 1961. | 1971. | 1981. | 1991. | 2001. | 2011. | 2021. |